# Septoria aciculosa
Septoria aciculosa är en svampart som beskrevs av Ellis & Everh. 1884. Septoria aciculosa ingår i släktet Septoria och familjen Mycosphaerellaceae.   Inga underarter finns listade i Catalogue of Life.